# 예비대
예비대(豫備隊, reserve formation)는 예기치 못한 상황에 대비하거나 승기를 잡은 뒤 전과확대에 동원하기 위해 지휘관이 의도적으로 전투 참여를 허가해주지 않은 부대이다. 세부적으로 전술예비대(tactical reserve), 작전예비대(operational reserve), 전략예비대(strategic reserve)로 구분하기도 한다
예비대는 예비군과는 용어만 비슷할 뿐 전혀 무관한 개념이다.

## 같이 보기
- 국민위병 (동음이의)